# Nicksplat
NickRewind, tidigare The ’90s Are All That, The Splat och Nicksplat, var ett programblock på Teennick som främst bestod av repriser från 1990-talet och början av 2000-talets första decennium, av vilka de flesta tidigare sänts i Nickelodeon. Programblocket skapades efter att ett intresse för sådana serier i repris märkts på sociala medier, som Facebook. och hette The '90s Are All That fram till 5 oktober 2015. och därefter The Splat fram till 1 maj 2017.